# The Filth and the Fury
A The Filth and the Fury egy 2000-es rockumentumfilm a Sex Pistols-ról, melyet Julien Temple rendezett.

## A filmről
A The Filth and the Fury Julien Temple második filmje a Sex PIstols-ról. Első próbálkozása a The Great Rock ’n’ Roll Swindle volt, amely 1980. május 15-én került a brit mozikban. Ezt a filmet több kritika érte, amiért túlsúlyban szerepelteti Malcolm McLaren véleményét az eseményekről. A The Filth and the Fury a zenekarok tagjainak szemszögéből mutatja be az eseményeket.
A film címe utalás a The Daily Mirror napilap 1976. december 2-i kiadásának egyik cikkének címére, amelyben az együttes Bill Grundy műsorában adott botrányos interjúráról számoltak be. Magát a cikk címét William Faulkner A hang és a téboly (The Sound and the Fury) regénye inspirálta.
Temple filmje bemutatja a Sex Pistols felemelkedését és bukását is. Temple az együttes történetét beágyazza az 1970-es évek brit társadalmának történelmébe.

## Filmzene
A filmzenei album 2002-ben jelent meg. A dupla lemez nemcsak a Sex Pistols dalait tartalmazza, hanem a filmben hallható többi dalt is.

### Első lemez
1. God Save the Queen (Symphony)
2. Shang-A-Lang – Bay City Rollers
3. Pictures of Lily – The Who
4. Virginia Plain – Roxy Music
5. School's Out – Alice Cooper
6. Skinhead Moonstomp – Symarip
7. Glass Of Champagne – Sailor
8. Through My Eyes – The Creation
9. The Jean Genie – David Bowie
10. I'm Eighteen – Alice Cooper
11. Submission
12. Don't Gimme No Lip Child
13. What'cha Gonna Do About It
14. Road Runner
15. Substitute
16. Seventeen

### Második lemez
1. Anarchy in the UK
2. Pretty Vacant
3. Did You No Wrong
4. Liar
5. EMI
6. No Feelings
7. I Wanna Be Me"
8. Way Over (In Dub) – Tapper Zukie
9. Looking for a Kiss – New York Dolls
10. Holidays in the Sun
11. No Fun